# Caucahue
Caucahue (Pl. Caucahues), pleme američkih Indijanaca jezične porodice Alacalufan, nastanjeno izvorno u obalnom čileanskom području zaljeva Golfo de Penas, otok Cailín. Prvi o njima na otočju Chonos 1620. godine pišu jezuitski misionari, navodeći kako govore drugim jezikom od naroda Mapuche. Godine 1752. bilo ih je oko 200 na otoku. Pokrstili su ih misionari, a crkva koja je izgrađena napuštena je koncem 18. stoljeća. Nestali su kao posebna zajednica vjerojatno koncem 18. stoljeća asimilacijom u druge narode, ali potomaka možda još imaju u južnom Čileu. Kultura im je bila slična onoj plemena Chonos i Alacaluf Indijanaca kojoj je kanu glavni simbol.

## Vanjske poveznice
- Caucahues  Arhivirana inačica izvorne stranice od 29. travnja 2010. (Wayback Machine)